# We Come in Pieces
We Come in Pieces es el segundo álbum en vivo en formato DVD de la banda de rock alternativo Placebo. Fue anunciado el 24 de agosto de 2011 y publicado el 31 de octubre de 2011.
Fue grabado durante un concierto en Brixton Academy, en Londres el 28 de septiembre de 2010, como parte final del tour  Battle for the Sun. La grabación incluye las 20 canciones, 15 de las cuales nunca se habían visto en DVD. El título del DVD es un guiño a una banda irlandés de estilo math rock con el mismo nombre.
La versión se lanzó en una edición de DVD de 2 discos y Blu-ray, ambos incluyen un documental de la banda en el tour hecho entre el año 2009 y 2010.

## Lista de canciones
1. Nancy Boy
2. Ashtray Heart
3. Battle for the Sun
4. Soulmates
5. Kitty Litter
6. Every You Every Me
7. Special Needs
8. Breathe Underwater
9. The Never-Ending Why
10. Bright Lights
11. Meds
12. Teenage Angst
13. All Apologies (Nirvana cover)
14. For What It's Worth
15. Song to Say Goodbye
16. The Bitter End
17. Trigger Happy Hands
18. Post Blue
19. Infra-Red
20. Taste in Men